# Motar přímořský

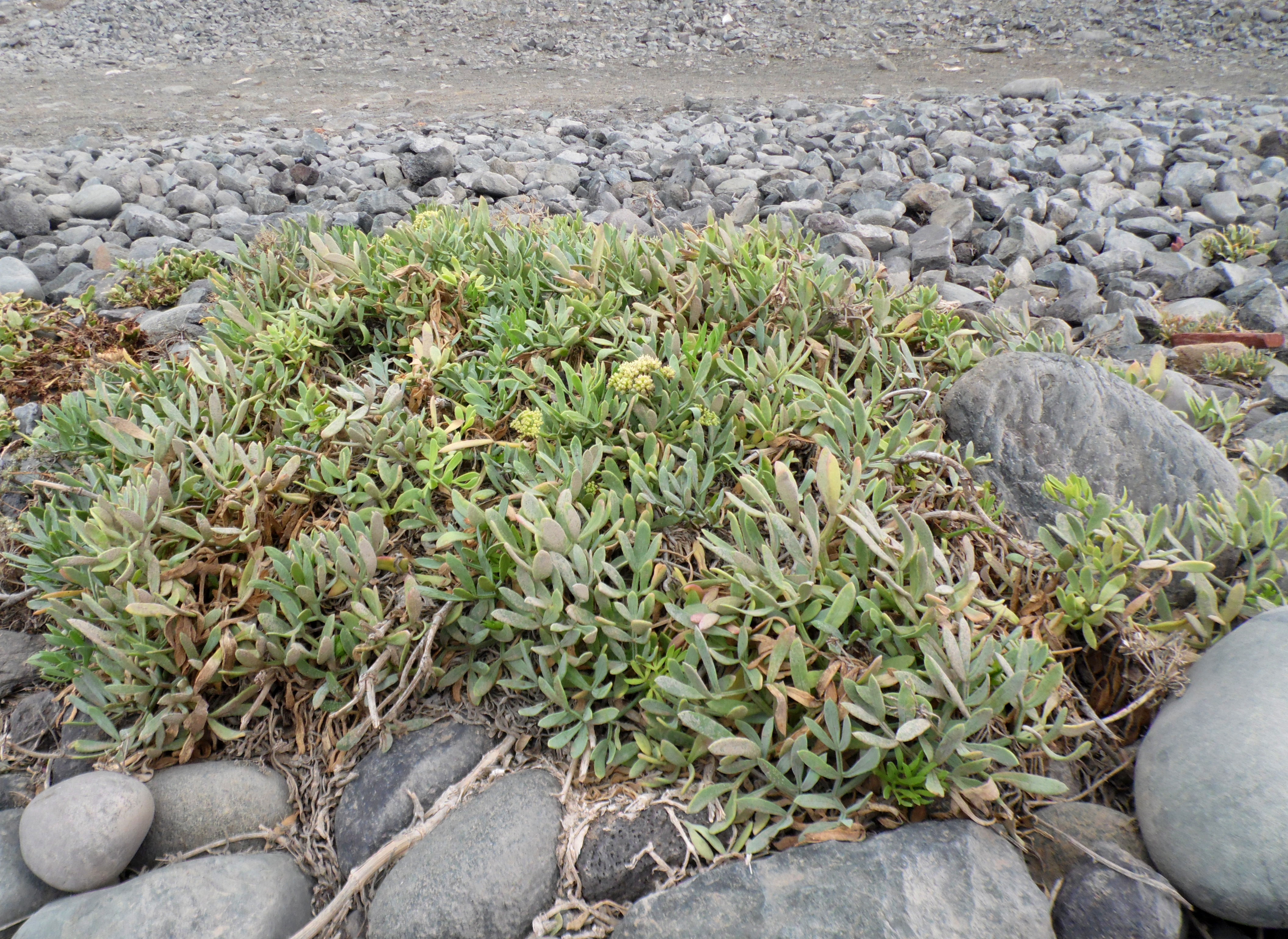
Typický porost

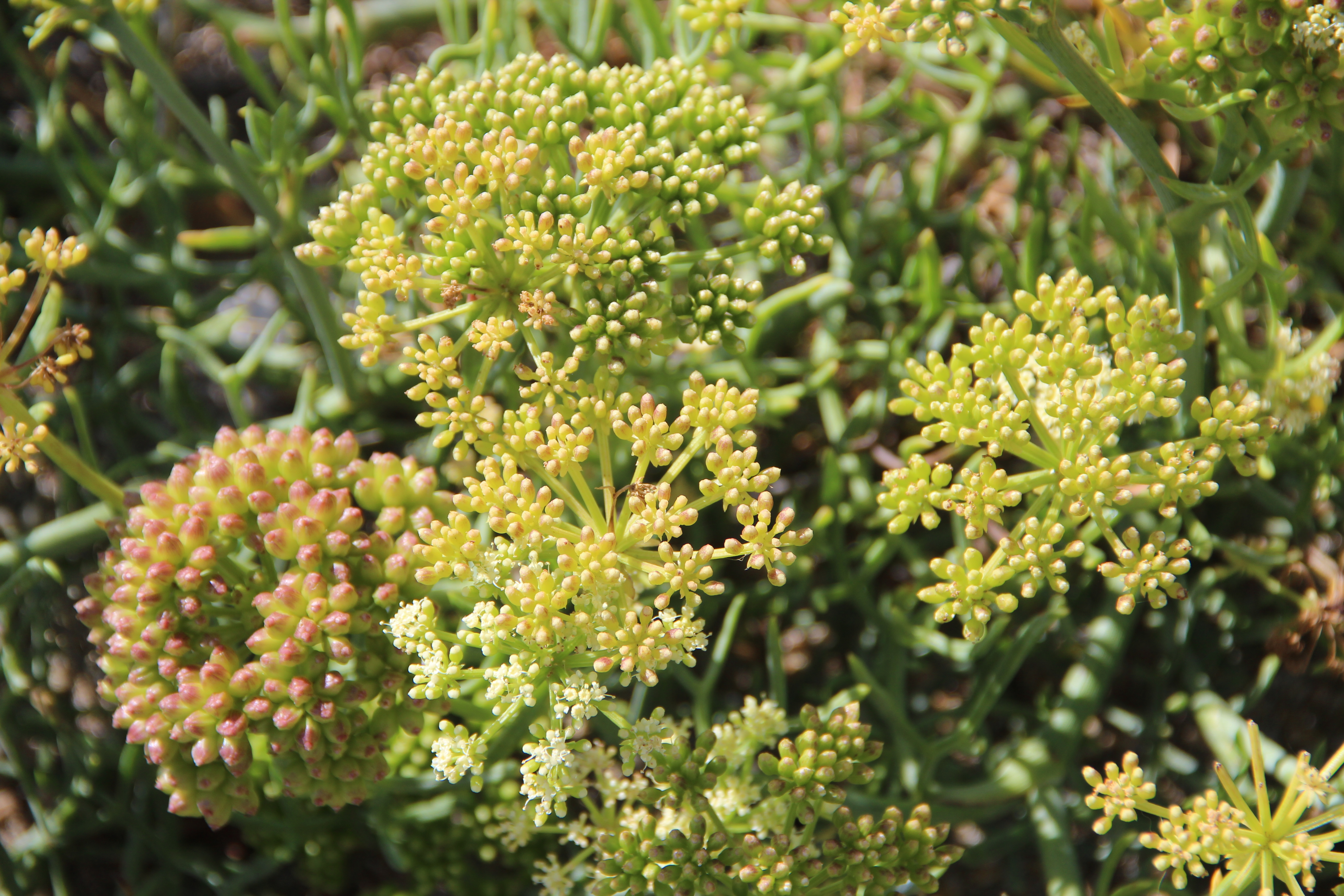
Nakvétající okolíky

Motar přímořský (Crithmum maritimum) je vytrvalá bylina slané chuti s dužnatými listy dorůstající do výšky 10 až 50 cm. Je halofyt typický pro mořské pobřeží mírného a subtropického pásma. Je jediným druhem monotypického rodu motar z čeledi miříkovitých. Ojediněle se jako přechodně zavlečený neofyt může krátkodobě objevit i v české přírodě.

## Rozšíření
Vyskytuje se na pobřeží Středozemního a Černého moře a východního Atlantiku od Kanárských ostrovů a Madeiry na jihu po Britské ostrovy na severu. Obvykle roste na skalnatých březích, ojediněle i na písku či kamenitých plážích nebo v trhlinách skal. Vyskytuje se i v mezerách umělých staveb, jako jsou přístavní hráze a vlnolamy chránící břehy. Stanoviště má někdy vysoko nad hladinou, jindy téměř v dosahu mořských vln. Od mořského pobřeží se někdy vzdaluje do vnitrozemí podél vodních toků, a to pouze do míst, kam dosahuje mořský vítr přinášející mlhu. Byl uměle rozšířen na jižní pobřeží Norska i do Severní Ameriky.

## Ekologie
Vyskytuje se na vlhlém břehu, případně na suchých místech ovlivňovaných vlhkým mořským vzduchem. Roste v půdě dobře propustné, kyselé i alkalické, na živiny bohaté i zcela chudé. Potřebuje však dostatek slunečního svitu a pro zimní období chráněnou polohu před studenými větry. Občas je snaha pěstovat jej ve skalce, středoevropskou zimu obvykle nepřežije. Kvete od června do srpna, plody dozrávají od srpna do října.

## Popis
Vytrvalá, na bázi dřevnatějící, hojně se větvící, lysá, dužnatá rostlina vysoká do 30 cm a v době květu až 50 cm. Lodyhy jsou porostlé neopadavými, střídavými, přisedlými, v obryse trojbokými, složenými, dvakrát až třikrát zpeřenými listy. Jejich masité úkrojky jsou čárkovitě kopinaté, sivě zelené, až 5 cm dlouhé a 5 mm široké, na vrcholu jsou ostré nebo zaoblené a na lícní straně mají žlábek. Listy mají vytrvalé pochvy, nemají však palisty.
Na konci lodyhy vyrůstají drobné, bělavé žlutozelené květy sestavené do květenství složeného okolíku, který bývá vysoký 1 až 4 cm a je složený z deseti až třiceti jednoduchých okolíku velkých do 6 cm; za plodu se okolíky prodlužují, jejich obaly i obalíčky jsou trojboké až kopinaté a dlouze vytrvalé. Pětičetné, oboupohlavné květy mají volné, obsrdčité korunní lístky žlutozeleně zbarvené, kdežto kališní lístky jsou téměř zakrnělé. V květu je pět tyčinek se žlutými prašníky a dvě nestejně velké čnělky s bliznami. Opylování zajišťuje drobný hmyz nebo se květy opylí samosprašně.
Plod je podlouhle vejčitá, žebernatá dvounažka asi 5 mm dlouhá, žlutavě nebo růžově zbarvena. Dvounažka se v plné zralosti rozpadá ve dvě půlky, nažky (semena).
Po stanovišti se rostlina šíří rozrůstáním, kdežto na větší vzdálenosti dobře klíčícími nažkami, které mohou bez újmy dlouho plout v mořské vodě. Nažky nevyklíčí přímo v mořské vodě, ale když přijdou na pevnině do styku s neslanou vodou, například dešťovou, jejich klíčivost se rychle dostaví.

## Význam
V mnoha zemích je v přímořských oblastech využíván jako pochutina, listy, stonky i květenství jsou slané a mírně štiplavé chuti. Obsahují hojně vitamínu C a minerálů. Čerstvé nebo vařené se přidávají do salátů a jiných jídel jako koření, nebo se nakládají do vinného octu a slouží k ochucování různých pokrmů.
Tento druh se v lidovém lékařství používá k léčbě obezity i při nemocech ledvin. Esenciální olej z motaru přímořského podporuje trávení a pro svou vůni je využíván i v parfumérii.